# كارلوس ديل كاستيلو
كارلوس ديل كاستيلو (بالإنجليزية: Carlos Del Castillo)‏ (ولد في 1965 في سان خوان، بورتوريكو) عالم. في عام 2004 تلقى الجائزة الرئاسية لأصحاب المسيرة المهنية المبكرة للعلماء والمهندسين (بيكاس) وهي أعلى شرف تمنح من قبل الحكومة الفيدرالية للولايات المتحدة للعلماء والمهندسين الذين بدأوا من وظائف مستقلة. كان ديل كاستيلو عالم في برنامج بيولوجيا المحيطات وبرنامج الكيمياء الحيوية في مقر وكالة ناسا في واشنطن العاصمة.
خدم في الحرس الوطني لبورتوريكو منضما إلى مجموعة الشرطة العسكرية 240. شملت خدمته العسكرية الانتشار في المملكة العربية السعودية خلال حرب الخليج الثانية (2 أغسطس 1990 - 28 فبراير 1991).